# Jeanne de Genève
Jeanne de Genève, née vers 1050 et morte vers 1095, est une princesse probablement issue de la maison de Genève et qui devient par mariage comtesse de Savoie.

## Biographie
Jeanne est très probablement une fille du comte de Genève, Gérold (1020 - 1080), et de Gisèle dite de Bourgogne (1020-1060),.
Elle est mariée, selon Guichenon (1660), au comte Amédée II, seigneur de Maurienne et de Belley,,, vers 1065 (peut être 1070, voire 1077,). Cette union n'est pas mentionnée chez le spécialiste des comtes de Genève Pierre Duparc (1955). Le site Internet de généalogie Foundation for Medieval Genealogy indique qu'il n'existe pas d'acte connu.
Le Altacumbæ Chronicon, cité par le médiéviste Charles William Previté-Orton, mentionne « uxor ejus [Amedei] de Burgondia », qui pourrait se référer à Amédée. Si elle est d'origine genevoise, cela permettrait d'expliquer comment la maison de Savoie est venue si tôt posséder une grande partie du Genevois.
Elle lui apporte ainsi en dot le Valromey ainsi que la rive droite du Rhône, entre les bourgs de Culoz et Bellegarde,,.

## Famille
Cette union a donné un fils, Humbert, dit le Renforcé (1065-1103), qui succède à son père. Pour les autres enfants, les généalogistes et les historiens ne s'accordent pas. Guichenon donnait en plus d'Humbert deux filles, Constance, qui aurait été l'épouse du marquis Otton II, et Lucrèce, pour laquelle on trouve également le prénom Adelays, unie à André vicomte d'Anglerie et Seigneur de Milan. Les travaux plus récents ne semblent pas reprendre ces deux dernières.
Les autres enfants d'Amédée seraient :
- Adélaïde[2] (v. 1065[8] - 1116), mariée vers seize ans en 1081[8], à Manassès (V), seigneur de Coligny. Elle porte le prénom de son aïeule Adélaïde de Suse[9] ;
- Auxilia (?), mariée vers 1080 à Humbert II († 1101), sire de Beaujeu ;
- Othon/Odon (?).